# Consoude à grandes fleurs
Espèce
Symphytum grandiflorum, ou Consoude à grandes fleurs en français, est une espèce de plantes à fleurs de la famille des Boraginaceae. Elle est originaire de Géorgie et de Russie, mais c'est également une plante cultivée.

## Classification
Cette espèce a été décrite par le botaniste suisse Alphonse Pyrame de Candolle (1806-1893). L'épithète spécifique grandiflorum signifie « à grandes fleurs ».  